# Olumide Makanjuola
Olumide Makanjuola (Lagos, 7 de junho) é um ativista dos direitos humanos, escritor, produtor cinematográfico, militante LGBTQI e empreendedor social nigeriano.
Makanjuola foi diretor executivo da instituição The Initiative for Equal rights (TIERS) e atualmente é diretor da Initiative Sankofa d’Afrique de l’Ouest (ISDAO), organização que visa uma sociedade inclusiva e livre de violência e de injustiça.
Em 2016, Makanjuola recebeu da Rainha Elizabeth II o Queen’s Young Leaders Award, pelo trabalho desenvolvido com a comunidade LGBTQI. Em 2012, foi indicado ao Future Awards Africa na categoria "melhor aplicação da militância". O trabalho de Makanjuola tem contribuído para o avanço dos direitos e a transformação do discurso público em torno das questões LGBTQI na Nigéria.

## Biografia

### Educação
Makanjuola é graduado em administração de empresas pela Ogun state Institute of Technology e pela City, University of London.

### Ativismo
Makanjuola foi coprodutor de documentários com temática LGBTQI, mesmo após 2014, quando o então presidente Goodluck Jonathan sancionou uma lei que criminalizava o casamento entre pessoas do mesmo sexo. Ingressou na instituição The Initiative for Equal rights (TIERs) em 2006 como voluntário e ascendeu hierarquicamente, alcançando o posto de diretor executivo em 2012, onde atuou até 2018. Atualmente, Makanjuola é diretor da Initiative Sankofa d’Afrique de l’Ouest (ISDAO), um fundo filantrópico que visa a inclusão e o combate à violência e à discriminação no oeste africano.

## Prêmios e indicações
| Ano  | Prêmio                        | Categoria                      | Resultado | Ref.          |
| ---- | ----------------------------- | ------------------------------ | --------- | ------------- |
| 2012 | Future Awards Africa          | Melhor aplicação da militância | Indicado  | [ 9 ]         |
| 2016 | YNaija PowerList for Advocacy |                                | Venceu    | [ 13 ] [ 14 ] |
| 2016 | Queen’s Young Leaders Award   |                                | Venceu    | [ 8 ]         |

## Obras selecionadas

### Literatura
- Queer Men's Narrative (2019)[2]

### Filmografia

#### Coproduções
- Hell or High Water (2016)[14][13]
- Untold Facts (2016)[13]
- Walking with Shadows (2019)[3]